# Sant'Anselmo all'Aventino (diaconia)
Sant'Anselmo all'Aventino (in latino: Diaconia Sancti Anselmi in Aventino) è una diaconia istituita da papa Giovanni Paolo II il 3 maggio 1985.

## Titolari
- Paul Augustin Mayer, O.S.B. (25 maggio 1985 - 29 gennaio 1996); titolo pro illa vice (29 gennaio 1996 - 30 aprile 2010 deceduto)
- Fortunato Baldelli (20 novembre 2010 - 20 settembre 2012 deceduto)
- Lorenzo Baldisseri, dal 22 febbraio 2014; titolo pro hac vice dal 1º luglio 2024